# 捷爾薩
48°8′55″N 35°41′15″E / 48.14861°N 35.68750°E
捷爾薩（烏克蘭語：Терса），是烏克蘭的村落，位於該國中部第聶伯羅彼得羅夫斯克州，由錫涅利尼科沃區負責管轄，分別距離諾薩奇0.5公里和帕爾季扎尼2公里，海拔高度157米，2001年人口19。